# 維什內韋 (霍羅爾市鎮)
49°42′26″N 33°12′17″E / 49.70722°N 33.20472°E
維什內韋（烏克蘭語：Вишневе）是位於烏克蘭中部波爾塔瓦州裏盧布內區的村莊，處於科祖比夫卡和薩多韋之間，海拔高度104米，2001年人口623。